# Disgusting Perversion
Disgusting Perversion (engl. widerwärtige Verdrehung) ist eine bayerische Death-Metal-Band aus Kaufbeuren. Der Musikstil bedient sich der Elemente des frühen Death Metal.

## Geschichte
Die Grundsteine für die Band wurden 2013 als Solo-Projekt von Tobias Ruf gelegt.
Die erste Personenbesetzung bestand aus Claus Schubert (Gitarre), Tobias Ruf (Gitarre, Programmiertes Schlagzeug), Klaus Bergmann (Bass), Stefan Brun (Gesang)  und Robin Kohler (Schlagzeug).
2013 nahm man einen Song für einen Sampler auf, der aber nie mit dieser Besetzung veröffentlicht wurde.
Nach den Aufnahmen verließen Stefan Brun und Robin Kohler die Band, da es Unstimmigkeiten innerhalb der Band gab.
Den freien Gesangsposten übernahm ab 2014 Stefan Bauer. Da man keinen Ersatz am Schlagzeug fand, bediente man sich eines Drum Computers.
Daran hat sich in den kommenden Jahren erstmal nichts verändert. Bis Ende 2015 spielten sie einige Gigs mit Bands wie: Running Death, Indestructible, Anarchos, Entera, Revel in Flesh, Rogash, Ichorid und Contamination.
2015 veröffentlichte die Band ihre erste EP „Morbid Obsessions“, die bei Winterwolf Records erschien.
Im selben Jahr verließ Claus Schubert die Band, Simon Hörmann übernahm fortan die Rhythmus-Gitarre.
Die erste Show im Ausland spielte Disgusting Perversion 2016 in Reutte (Österreich). November 2016 fand man nach langer Suche endlich mit Marcus Nagel einen neuen Schlagzeuger.
Auf dem Aaargh Festival 2017 spielte die Band dann ihr erstes Open-Air-Konzert.
Der letzte Auftritt im Jahr 2017 war für die Band eine besondere Ehre. Sie durfte mit der Death-Metal-Band Revel in Flesh in Aalen auftreten. Ebenfalls an diesem Konzert beteiligt waren die Bands Incarceration und Goath.
Die Band setzt ihren Fokus seit dem Jahr 2018 ganz auf die Aufnahmen für das erste Studioalbum.
Anfang 2020 verließ Klaus Bergmann die Band aus persönlichen Gründen. Er wurde ersetzt durch Andreas Gabriel. Im Juni des Jahres 2020 wurde das erste Album der Band veröffentlicht.
2022 verließ Marcus Nagel die Band und wurde nach kurzer Suche durch Jonas Fuhrmann ersetzt. Im Oktober 2022 wurde das zweite Album der Band veröffentlicht.
2024 musste Jonas Fuhrmann die Band aus gesundheitlichen Gründen verlassen. Ersatz wurde gefunden in Lukas Bader.

## Stil
Der Kanadier Gustavo Scuderi von theheadbangingmoose.wordpress.com beschreibt den Stil der Band in einer Rezension zu „Morbid Obsessions“ als eine „stampede“ (dt. Ansturm), der vor allem auf die Einflüsse der Band schließen lässt. So werden die Bands Death, Obituary und Cannibal Corpse genannt. Joxe Schaefer von der Seite crossfire-metal.de betont dabei, dass die Gitarrensoli von Tobias Ruf dabei häufiger verwendet werden, als im Genre üblich. Aus Spanien von der Website rockarollazine.blogspot.com beschreibt Javier Salaverry ebenfalls die Einflüsse der Band, betont jedoch, dass diese nicht nur stumpf kopiert werden.

## Diskografie
- 2015: Morbid Obsessions (EP, Winterwolf Records)
- 2020: Eternity of Death (Black Sunset)
- 2022: Remember Me (Black Sunset)